# Theodor Carl Julius Herzog
 Theodor Carl Julius Herzog (7 de julio de 1880, Friburgo de Brisgovia; 6 de mayo de 1961, Jena) fue un botánico, briólogo y profesor alemán.

## Vida y obra
Herzog estudia en las Universidades de Friburgo, Zúrich, y de Múnich, y con el catedrático Radlkofer. En Múnich defiende su tesis de doctorado en enero de 1903. En 1907 trabaja como asistente de Carl Schroeter, en Zúrich.
En 1914 es profesor asistente de la Universidad de Múnich y ya obtiene el doctorado docente, y en 1925 es dcente en la Universidad de Jena como titular en la especialidad de Botánica.
Herzog realiza exploraciones en Cerdeña (1904 a 1906), Ceilán (1905-1906) y Sudamérica, por Bolivia y el NOA de Argentina (1907-1908, 1910-1912).

## Retiro
- 1955 y pasa a Emérito de la Universidad de Greifswald.

## Obras
- 1903. Anatomisch-systematische Untersuchungen des Blattes der Rhamneen aus den Trieben: Ventilagineen, Zizypheen und Rhamneen. Disertación
- 1910. Reisebilder aus Ost-Bolivia. 37 pp. En: Neujahrsblatt der Naturforschenden Gesellschaft in Zürich ; 112. Zúrich, Beer
- 1916. Die Bryophyten meiner zweiten Reise durch Bolivia. Mit Nachtr. 1916-1920. 378 S., 353 Fig., 9 Taf.
- 1923. Die Pflanzenwelt der bolivianischen Anden und ihres östlichen Vorlandes. (Vegetation der Erde, 15), 258 pp., 25 Fig., 3 Karten.
- 1925. Bergfahrten in Südamerika. 212 pp., 3 Karten, 11 Tafeln, 32 Abb. auf 16 Kunstdrucktafeln + 2 Panoramen auf 1 Falttafel. Stuttgart, Strecker & Schröder
- 1926. Geographie der Moose. 556 S. 151 Fig. 8.ª ed. Jena.
- 1958. Botanische Leckerbissen. Berichte der Bayerisch Botanischen Gesellschaft 32: 5-24. Múnich

- La abreviatura «Herzog» se emplea para indicar a Theodor Carl Julius Herzog como autoridad en la descripción y clasificación científica de los vegetales.[1]